# 1790 en littérature
| Années de la littérature : 1787 - 1788 - 1789 - 1790 - 1791 - 1792 - 1793    |
| Décennies de la littérature : 1760 - 1770 - 1780 - 1790 - 1800 - 1810 - 1820 |

Cet article présente les faits marquants de l'année 1790 en littérature.

## Évènements
- 2 avril : libération du Marquis de Sade, en prison depuis 1777, transféré de la Bastille à l'asile de Charenton dans la nuit du 3 au 4 juillet 1789[1].
- 18 mai : première assemblée générale à Londres de la Royal Literary Fund, organisation en faveur des auteurs en difficulté financières, fondée à l'initiative de David Williams[2].
- 2 - 24 juin : Jean-Paul Marat, Le Junius français : journal politique (présentation en ligne).
- 9 juin : enregistrement Philadelphia Spelling Book de John Barry, premier livre à bénéficier de la protection des droits d'auteur (copyright) aux États-Unis en vertu du Copyright Act promulgué le 31 mai[3].
- 28 juillet : Henry James Pye est nommé Poète lauréat du Royaume-Uni[4]

- 6 septembre : Le Père Duchesne, journal de Hébert jusqu’au 30 septembre 1791[5].
- Novembre : Robert Burns compose le poème Tam o' Shanter[6].

- La Quotidienne, journal royaliste fondé par Alphonse Coutouly[7].

## Parutions
- Mai : Александра Радищева, Путешествие из Петербурга в Москву,‎ 1790 (présentation en ligne) (Alexandre Radichtchev, « Voyage de Saint-Pétersbourg à Moscou »), violente critique du servage et de l’autocratie. D’abord autorisé, le livre est confisqué et son auteur arrêté le 30 juin, condamné à mort le 26 juillet puis à dix ans d’exil en Sibérie le 8 août[8].
- 24 août : André Chénier rédige à Passy son premier écrit politique, Avis au peuple français sur ses véritables ennemis, publié dans le n° 13 du Journal de la Société de 1789 le 28 août[9].
- 1er novembre : Edmund Burke, Reflections on the Revolution in France, London, J. Dodsley, 1790 (présentation en ligne) (« Réflexions sur la Révolution de France »), ouvrage qui justifie le conservatisme britannique et critique la révolution française alors naissante[10].
- 30 novembre : Mary Wollstonecraft, A Vindication of the Rights of Men, London, Joseph Johnson, 1790 (présentation en ligne) (« Défense des droits des hommes »), pamphlet anonyme en réponse aux critiques d'Edmund Burke[11].

- Johann Wolfgang von Goethe, Versuch die Metamorphose der Pflanzen zu erklären, Gotha, Wilhelm Ettinger, 1790 (présentation en ligne) (« Essai sur la métamorphose des plantes »).
- Emmanuel Kant, Kritik der Urteilskraft, Berlin und Libau, Lagarde und Friedrich, 1790 (présentation en ligne) (« Critique de la faculté de juger »).
- James Bruce, Travels to Discover the Source of the Nile : in the years 1768, 1769, 1770, 1771, 1772, and 1773, vol. 1, Edinburgh, London, Printed By J. Ruthven For G. G, J. And J. Robinson, 1790 (présentation en ligne) (« Voyage à la recherche des sources du Nil »), récit de voyage en cinq volumes 2 3 4 5.

### Fictions
- 15 avril : Ann Radcliffe, A Sicilian romance, London, T. Hookham, 1790 (présentation en ligne), traduit en français en 1797 sous le titre (« Julia ou les Souterrains du château de Mazzini »), roman gothique en deux volumes.

- Bernardin de Saint-Pierre, Études de la nature, Paris, Pierre-François Didot le jeune, 1790, quatrième édition en cinq volumes qui contient dans le volume V les nouvelles La Chaumière indienne et Le Café de Surate.

## Naissances
- 28 ou 29 janvier : Georges Métivier, poète guernesiais. († 23 mars 1881).
- 22 septembre : Augustus Baldwin Longstreet (en), écrivain anglais. († 9 juillet 1870).
- 21 octobre : Alphonse de Lamartine, poète romantique français. († 28 février 1869).

## Décès
- 21 mai : Thomas Warton, poète anglais. (° 9 janvier 1728).